# Заболотська сільська рада (Смолевицький район)
Заболотська сільська рада (біл. Забалоцкі сельсавет) — адміністративно-територіальна одиниця в складі Смолевицького району розташована в Мінській області Білорусі. Адміністративний центр — Заболоття.
Заболотська сільська рада розташована в центральній частині Білорусі, і в центрі Мінської області орієнтовне розташування — супутникові знімки [Архівовано 25 серпня 2011 у WebCite], на південь від районного центру Смолевичів.
До складу сільради входять 13 населених пунктів:
- Гончарівка • Дубровка • Заболоття • Загір'я • Мостище • Миколаєвичі • Орєшники • Підігрушшя • Смольниця • Станок-Водиця • Старина • Черниківщина.